# NGC 6775
NGC 6775 is een open sterrenhoop in het sterrenbeeld Arend. Het hemelobject werd op 19 juli 1828 ontdekt door de Britse astronoom John Herschel.

## Edward Emerson Barnard'sHagedis
NGC 6775 bevindt zich in een boogvormig complex van donkere stofwolken dat door de Amerikaanse astronoom Edward Emerson Barnard met behulp van een Schmidt camera was gefotografeerd en vervolgens opgenomen werd in diens catalogus van donkere wolken in de melkweg. Ten zuidoosten van NGC 6775 is Barnard 139 te vinden, die de kop vormt van hetgeen Barnard The Lizard noemde (De Hagedis). Het volledige lichaam van The Lizard strekt zich een tweetal graden noordwaarts uit tot aan de dubbelster 23 Aquilae, en bestaat hoofdzakelijk uit Barnard 138. Hetgeen volgens Barnard een der twee voorpoten van de hagedis was kreeg het nummer 137, en bevindt zich pal westwaarts van Barnard 139.